# Sporting Club Juvecaserta
Sporting Club Juvecaserta ist ein Basketballverein aus dem italienischen Caserta. In seiner heutigen Form existiert er erst seit 2018, der 1951 gegründete Vorgängerverein Sporting Club Juventus Caserta spielte allerdings von 1983 bis 1994 in der Serie A1 und gewann je einmal den italienischen Pokal (1988) sowie die Meisterschaft (1991). Von 2003 bis 2017 trat er unter dem Namen JuveCaserta an und war von 2008 bis 2017, offiziell unter dem Sponsorennamen Otto Caserta, erneut in der höchsten Spielklasse Italiens vertreten. Heimspiele trägt Sporting Club Juvecaserta in der 6.387 Zuschauer fassenden Halle PalaMaggiò aus.

## Vereinsgeschichte

### Sporting Club Juventus Caserta
1975 stieg Juventus erstmals in die Serie A2 auf, musste jedoch sofort wieder absteigen. Ab 1978 war der Verein erneut in dieser Liga vertreten und stieg 1983, unter der Leitung von Trainer Bogdan Tanjević und mit dem brasilianischen Scoring-Spezialisten Oscar Schmidt in seinen Reihen, in die Serie A1 auf. 1986, der letzten Saison von Tanjević in Caserta, erreichte der Verein sowohl in der italienischen Meisterschaft als auch im Korać-Cup das Finale. Seine erfolgreichste Zeit erlebte Juventus unter seinem Nachfolger Franco Marcelletti, der bis 1992 für die sportliche Leitung verantwortlich war. 1988 wurde Caserta italienischer Pokalsieger, im folgenden Jahr erreichte der Verein das Finale im Europapokal der Pokalsieger, und 1991 gewann er die italienische Meisterschaft. In den Folgejahren konnte Juventus an diese Erfolge jedoch nicht mehr anknüpfen und stieg 1994 wieder in die Serie A2 ab. 1998 folgte schließlich aus finanziellen Gründen die Auflösung des Vereins.

Vereinslogo bis 2017

### JuveCaserta Basket
2003 wurde mit JuveCaserta Basket ein Verein gegründet, der an die Tradition von Juventus anknüpfen sollte. 2004 bekam er für die um zwei Vereine erweiterte LegADue, die 2. italienische Liga, eine Lizenz, und stieg 2008 in die Serie A auf. Zwei Jahre darauf erreichte Caserta das Halbfinale der Meisterschaft und nahm, nach dem Ausscheiden in der Qualifikation zur EuroLeague, 2010/11 am ULEB Eurocup teil. Nach der Spielzeit 2016/2017 wurde dem Verein die Lizenz für die Serie A wegen wirtschaftlicher Probleme entzogen.

### Sporting Club Juvecaserta
2018 trat der Verein als Sporting Club Juvecaserta in der drittklassigen Serie B wieder an.

## Sponsorennamen

### Juventus Caserta
- Il Diario (1979–80)
- Latte Matese (1980–82)
- Indesit (1982–85)
- Mobilgirgi (1985–87)
- Snaidero (1987–89)
- Phonola (1989–93)
- Onyx (1993–94)

### JuveCaserta
- Pepsi (2004–08)
- Eldo (2008–09)
- Pepsi (2009–2011)
- Otto (2011–2012)
- Pasta Reggia (2013–2017)

### Sporting Club Juvecaserta
- Decò seit 2018

## Bekannte Spieler

### Zurückgezogene Trikotnummern
- 05:  Ferdinando Gentile (1982–1993)
- 06:  Vincenzo Esposito (1984–1993)
- 18:  Oscar Schmidt (1982–1990)

### Weitere Spieler
| - Zoran Slavnić 1982/83 - Marcel de Souza 1983/84 - Pietro Generali 1983–1988 - Sandro Dell’Agnello 1984–1992 - Georgi Gluschkow 1986–1990 - Tellis Frank 1990/91, 1992/93 - Charles Shackleford 1990/91, 1993/94 - Mychal Thompson 1991/92 - Cadillac Anderson 1992/93 | - Ingo Freyer 1997 - Guy Goodes 1997/98 - Josh Powell 2004/05 - Sean Colson 2004–2006 - Antti Nikkilä 2005/06 - Bjorn Aubre McKie 2006/07 - Randolph Childress 2007/08 - Andrea Michelori 2008–2010, seit 2012 - Fabio Di Bella 2008–2011 | - Łukasz Koszarek 2009–2011 - Jumaine Jones 2009–2011 - Luca Garri 2010/11 - Andre Smith 2011/12 - Alex Righetti 2011/12 - Marco Mordente seit 2012 - Žygimantas Jonušas seit 2012 |